# Ugo (firma)
UGO trade s.r.o. je český řetězec provozoven rychlého občerstvení založený v roce 2006 se sídlem v Krnově. V roce 2020 v Česku a na Slovensku provozoval 80 tzv. freshbarů a salaterií.

## Historie
Zakladateli společnosti jsou manželé Marek Farník a Katka Farníková, kteří se rozhodli koncept restaurace se zdravým občerstvením založit v roce 2005 poté, co podobné podniky sami navštívili během svých cest v Austrálii. V roce 2006 tak společnost otevřela první tzv. UGO juice bar v OC Futurum v Ostravě; bar se zaměřoval na výrobu zdravých nápojů vyrobených na místě z čerstvého ovoce.
V roce 2007 společnost otevřela provozovny v obchodních centrech Olympia Plzeň, Plzeň Plaza v Plzni a v obchodním centru Bondy v Mladé Boleslavi. V tomtéž roce začala společnost prodávat také zmrzliny. V roce 2009 společnost otevřela první tzv. freshbar v Palladiu v Praze. V roce 2010 byl otevřen tzv. Freshbar také v Košicích na Slovensku. V roce 2012 koupila společnost UGO firma Kofola. O dva roky později začaly vznikat také první UGO Salaterie, v roce 2015 byla otevřena první salaterie v Brně. V roce 2021 společnost spustila svou rozvozovou službu.
V roce 2022 začala společnost využívat k servírování pokrmů ve svých salateriích moderní roboty.